# Sarah Waterfield
Sarah Waterfield (ur. 4 grudnia 1985 r. w Kingston) – kanadyjska wioślarka.

## Osiągnięcia
- Mistrzostwa Świata – Poznań 2009 – czwórka bez sternika – 3. miejsce[1].